# Зон
Зон (рос. Зон) — село у складі Сюмсинського району Удмуртії, Росія.
Населення — 204 особи (2010; 262 в 2002).
Національний склад (2002):
- удмурти — 79 %

## Урбаноніми[3]
- вулиці — Нова, Пісочна, Центральна, Шкільна